# Renealmia floribunda
Renealmia floribunda är en enhjärtbladig växtart som beskrevs av Karl Moritz Schumann. Renealmia floribunda ingår i släktet Renealmia och familjen Zingiberaceae. Inga underarter finns listade i Catalogue of Life.